# Eero Saarinen
Eero Saarinen (pronunție conform IPA [eːro saːrinen]) (n. 20 august 1910, Kyrkslätt, Marele Principat al Finlandei, Imperiul Rus – d. 1 septembrie 1961, Ann Arbor, Michigan, SUA) a fost un arhitect și designer industrial finlandez-american, faimos pentru abordarea a numeroase stiluri de design, remarcându-se prin adaptarea cu simplitate, eficiență, ergonomie, funcționalitate și raționalism la nevoile efective ale proiectului abordat.

## Biografie
Eero Saarinen, s-a născut în aceeași zi și lună a anului precum tatăl său, Eliel Saarinen, unul din arhitecții europeni cunoscuți mai ales pentru clădirile sale din țările baltice construite în stilul arhitecturii Art Nouveau. Familia Saarinen a emigrat în Statele Unite ale Americii în 1923, când Eero era de treisprezece ani. A crescut în comunitatea artistică  Cranbrook Educational Community⁠(d) din statul Michigan, unde tatăl său preda. Fost elev al tatălui său, Eero Saarinen a studiat ulterior sculptura și proiectarea de mobilier.
Saarinen a avut o relație strânsă cu colegii săi, frații Charles⁠(d) și Charles and Ray Eames⁠(d), și a fost legat de o prietenie profesională cu Florence (Schust) Knoll⁠(d).
După ce a divorțat de prima sa soție, Saarinen s-a căsătorit în 1954 cu Aline Bernstein⁠(d), critic de artă la The New York Times. Cei doi au un fiu, Eames Saarinen, numit după colaboratorii săi, frații Eames.

## Reputație
Eero Saarinen a fost ales Fellow⁠(d) al Institutului American de Arhitectură (conform Institutul American al Arhitecților⁠(d)) în 1952, devenind ulterior un deținător al medaliei Medalia de Aur AIA⁠(d).